# 斯蒂尼 (伊利諾伊州)
斯蒂尼（英語：Stickney）是位於美國伊利諾伊州庫克縣的一個村落。

## 地理
斯蒂尼的座標為41°49′01″N 87°47′12″W / 41.81694°N 87.78667°W，而該地最高點為海拔高度184米（即604英尺）。

## 人口
根據2010年美國人口普查的數據，斯蒂尼的面積為5.08平方千米，當中陸地面積為4.98平方千米，而水域面積為0.10平方千米。當地共有人口6,786人，而人口密度為每平方千米1,335人。